# جين هوف
جين هوف هو سياسي أمريكي، ولد في 6 أكتوبر 1929، وتوفي في 8 ديسمبر 2011. انتخب عضو مجلس ولاية كنتاكي ‏.